# Yvonne Vandekerckhove
Yvonne Vandekerckhove (Oostende, 11 november 1920 - aldaar, 13 november 2012) was een Belgische zwemster. Haar favoriete slag was schoolslag. Zij nam eenmaal deel aan de Olympische Spelen, maar kon daarbij niet de finale halen. Zij behaalde elf Belgische titels in het zwemmen.

## Loopbaan
Vandekerckhove behaalde tussen 1936 en 1948 elf opeenvolgende Belgische titels op de 200 m schoolslag. Op dat nummer nam ze in 1948 deel aan de Olympische Spelen van Londen. Zij behaalde de negende tijd in de halve finale en dat was onvoldoende voor het behalen van de finale.
In januari 1939 verbeterde ze in Oostende het wereldrecord op de 500 m schoolslag tot 8.01,6. Een wereldrecord dat slechts één maand standhield.

## Belgische kampioenschappen
Langebaan
| Onderdeel        | Jaar                                                            |
| ---------------- | --------------------------------------------------------------- |
| 200 m schoolslag | 1936, 1937, 1938, 1939, 1941, 1942 1943, 1945, 1946, 1947, 1948 |